# Inva Mula
Inva Mula (Tirana, 1963.) je albanska operna sopranistica i solistička i komorna glazbenica. U Hrvatskoj je gostovala 23. listopada 2007. u Koncertnoj dvorani Vatroslava Lisinskog uz pratnju ruske pijanistice Kire Parfejevec, zatim Splitu i Dubrovniku. Glas joj je lirski sopran koji je topao, jasan i čist, široka opsega. 
Kćer je kosovskog albanskog skladatelja i izvođača Avnija Mule, rodom iz Đakovice.